# کندروبلاست
در بدن، یاخته سازنده غضروف کندروبلاست (انگلیسی: Chondroblast) نامیده می‌شود. نام کندروبلاست به صورت لغوی به معنی غضروف‌شکُفت است. به کندروبلاست‌ها سلول‌های کندروژنیک (به معنی یاخته‌های غضروف‌ساز) می‌گویند.
غضروف از مزانشیم منشأ می‌گیرد. نخست کندروبلاست‌ها شکل می‌گیرند، سپس ناحیه پیش‌غضروفی ساخته می‌شود. کندروبلاست‌ها به اندازه کافی ماده زمینه‌ای ایجاد می‌کنند که آنها را احاطه می‌کند.
در طبقه داخلی، پری‌کندریوم غالباً از نوع مزانشیمی متمایز نشده‌است که می‌تواند مستقیماً تبدیل به کندروبلاست گردد. به عبارت دیگر، سلول‌های پری‌کندریوم از خارج به داخل سه دسته‌اند: فیبروبلاست (خارج)، مزانشیم (وسط) و کندروبلاست (داخل).
کندروبلاست یاخته سازنده غضروف است و در مقابل کندروسیت وظیفه محافظت ار رشته‌های کلاژن و گلیکوپروتئین را بر عهده دارد.
کلاژن پروتئینی است که در محیط خارج از یاخته (سلول)های جانوران، وجود دارد. پروتئین کلاژن بصورت رشته‌های کلاژن مشاهده می‌شود. رشته‌های کلاژن در همه انواع بافت همبند، ولی به میزان متفاوت یافت می‌شوند. سنتز کلاژن به وسیله فیبروبلاست‌ها مشابه ساخت سایر پروتئین‌ها می‌باشد. سنتز کلاژن توسط سلول‌های استئوبلاست دراستخوان، کندروبلاست در غضروف، ادونتوبلاست در دندان، سلول‌های ماهیچه صاف در دیواره رگ‌های خونی و سلول‌های اپی‌تلیال نیز انجام می‌گیرد.